# Magnesi taurat
Magnesi taurate, còn được gọi là magnesi ditaurate, là muối magiê của taurine, và bổ sung khoáng chất.
Nó chứa 8,9% magnesi nguyên tố theo khối lượng. Theo đó, 100   mg magnesi có trong 1121   mg magnesi taurate.

## Nghiên cứu
Magnesi taurate đã được nghiên cứu trên chuột để trì hoãn sự khởi phát và tiến triển của đục thủy tinh thể.     

## An toàn
Do sự phân ly dự kiến của magnesi taurate trong cơ thể trước khi hấp thụ, dữ liệu an toàn về magnesi và taurine có thể được sử dụng để đánh giá sự an toàn của magnesi taurate.
Taurine có mức bổ sung an toàn quan sát được ở những người trưởng thành khỏe mạnh bình thường lên đến 3  g/ngày. Sử dụng cùng mức với xấp xỉ cho taurate mang lại giới hạn 3,3   g/ngày đối với magnesi taurate, hoặc thay thế 300 mg/ngày đối với magnesi nguyên tố là taurate.